# Serrasentis nadakali
Serrasentis nadakali är en hakmaskart som beskrevs av George och Nadakal 1978. Serrasentis nadakali ingår i släktet Serrasentis och familjen Rhadinorhynchidae. Inga underarter finns listade i Catalogue of Life.